# 14 Brygada Pancerna Ziemi Przemyskiej
14 Brygada Pancerna Ziemi Przemyskiej im. Hetmana Jana Karola Chodkiewicza (14 BPanc) – związek taktyczny wojsk pancernych Sił Zbrojnych RP.

## Formowanie i zmiany organizacyjne
Brygada została sformowana w 1993 roku, w garnizonach Przemyśl i Jarosław, na bazie 14 Pułku Zmechanizowanego. Jednostka została podporządkowana dowódcy Krakowskiego Okręgu Wojskowego.
Z dniem 16 maja 1994 roku brygada otrzymała nazwę wyróżniającą "Ziemi Przemyskiej" i imię patrona, hetmana wielkiego litewskiego Jana Karola Chodkiewicza.
W 1997 roku w składzie brygady został utworzony polsko-ukraiński batalion sił pokojowych. W 1999 roku brygada została włączona do Korpusu Powietrzno-Zmechanizowanego.
W czerwcu 2000 roku, po rozwiązaniu Korpusu Powietrzno-Zmechanizowanego, brygada została rozformowana. Na jej bazie powstała 14 Brygada Obrony Terytorialnej. Część pododdziałów (dwa bataliony czołgów, dywizjon artylerii samobieżnej, dywizjon artylerii rakietowej, dywizjon artylerii przeciwpancernej oraz polsko – ukraiński batalion sił pokojowych) zostało przekazanych w podporządkowanie 21 Brygady Strzelców Podhalańskich w Rzeszowie.

## Struktura organizacyjna w 1996 roku
- Dowództwo 14 Brygady Pancernej Ziemi Przemyskiej im. Hetmana Jana Karola Chodkiewicza w Przemyślu
- 14 batalion dowodzenia – Przemyśl
- 1 batalion czołgów – Żurawica
- 2 batalion czołgów – Żurawica
- 3 batalion czołgów – Żurawica
- 4 batalion zmechanizowany – Przemyśl
- 5 batalion piechoty zmotoryzowanej – Przemyśl
- 14 Dywizjon Artylerii Samobieżnej – Jarosław
- 14 dywizjon artylerii rakietowej – Jarosław
- 14 dywizjon artylerii przeciwpancernej – Jarosław
- 14 dywizjon artylerii przeciwlotniczej – Jarosław
- 14 kompania rozpoznawcza – Przemyśl
- 14 kompania saperów – Jarosław
- 14 kompania remontowa – Żurawica
- 14 kompania zaopatrzenia – Przemyśl
- 14 kompania medyczna – Przemyśl

Stan osobowy – 2673 żołnierzy.

Uzbrojenie: czołgi T-72, bojowe wozy piechoty BWP-1, samobieżne haubice 2S1 Goździk, opancerzone samochody rozpoznawcze BRDM-2.

## Dowódcy
- ppłk dypl. Jan Doliński (1993 – 1995)
- płk dypl. Włodzimierz Zieliński (1995 – 1996)
- płk dypl. Henryk Dziewiątka (1996 – 2000)

## Przekształcenia
14 Pułk Piechoty → 14 Pułk Zmechanizowany → 14 Ośrodek Materiałowo – Techniczny → 14 Pułk Zmechanizowany → 14 Brygada Pancerna → 14 Brygada Obrony Terytorialnej → 14 batalion Obrony Terytorialnej → 14 batalion zmechanizowany